# Роттбёлль, Кристен Фриис
Кристен Фриис Роттбёлль (дат. Christen Friis Rottbøll или дат. Christen Friis Rottboell, 3 марта 1727 — 15 июня 1797) — датский ботаник и врач, профессор медицины, директор Ботанического сада Копенгагена, ученик Карла Линнея.

## Биография
Кристен Фриис Роттбёлль родился 3 марта 1727 года. Возможно также, что он родился 3 апреля 1727 года. 
Роттбёлль изучал богословие и сдал государственный экзамен в 1752 году, затем изучал медицину и стал врачом в 1754 году, после чего в 1755 году он получил докторскую степень, а в 1756 году был назначен профессором медицины. В 1757—1761 годах Роттбёлль был за границей и изучал медицину, химию и ботанику. 
Кристен Фриис Роттбёлль умер в Копенгагене 15 июня 1797 года.  

## Научная деятельность
Кристен Фриис Роттбёлль специализировался на семенных растениях.

## Почести
Джованни Антонио Скополи в 1777 году назвал в честь Роттбёлля род олаксовых Rottboelia, позднее включённый в синонимику Ximenia. Карл Линней младший в 1782 году назвал его именем род злаковых Rotboellia.